# جيريمي كيث
جيريمي كيث (بالإنجليزية: Jeremy Keith)‏ هو لاعب كرة قدم بريطاني، ولد في 1964.